# Трапезников, Виктор Александрович
Ви́ктор Алекса́ндрович Трапе́зников (16 ноября 1925, Пермь, РСФСР — 17 июля 2016, Ижевск, Удмуртия, Российская Федерация) — советский и российский учёный, первый директор Физико-технического института Уральского отделения Российской академии наук, доктор технических наук, профессор. Заслуженный деятель науки и техники Российской Федерации (1985).

## Биография
Участник Великой Отечественной войны. После обучения в пулемётно-минном училище служил в 204-й стрелковой дивизии, трижды был ранен, но возвращался в строй. Воевал на Калининском, 1-м Прибалтийском, Ленинградском фронтах. На фронте служил рядовым и младшим командиром, закончил войну командиром отделения разведчиков.
В 1952 году окончил физико-математический факультет Молотовского университета. В 1955—1983 годах работал в институте физики металлов УНЦ АН СССР младшим научным сотрудником, заместителем директора, с 1977 года был заведующим ижевским отделом. С 1983 по 1989 год работал директором Физико-технического института Уральского отделения АН СССР (Ижевск). С 1989 по 2012 год работал директором Института Физики поверхности Удмуртского государственного университета (УдГУ).
В УдГУ работал с 1978 года, с 1989 года до конца жизни занимал должность заведующего кафедрой физики поверхности, им же созданной. Также в УдГУ им созданы Институт физики поверхности, совместные с ФТИ УрО РАН научно-учебные лаборатории. Его усилиями открыты диссертационные докторские советы при ФТИ и УдГУ. С 2012 года также был главным научным сотрудником Физико-технического института УрО РАН.
Избирался депутатом Верховного совета Удмуртской АССР двух созывов (1980—1990), был членом Удмуртского областного комитета КПСС, депутатом Ижевского городского совета, председателем комиссии по развитию Ижевского автозавода.

## Научно-производственная деятельность

Памятная табличка Трапезникову В. А. на здании Физико-технического института УрО РАН (ул. Кирова, 132)

Являлся одним из заметных организаторов академической науки в Удмуртии, основатель уральской школы по направлению «Физика, химия, механика поверхности». Специалист в области электронной и рентгеновской спектроскопии и научного приборостроения, один из пионеров разработки и применения метода рентгено-электронной спектроскопии в России, основатель школы электронной спектроскопии на Урале.
Разработал метод оценки изменения электрон-фотонного взаимодействия по рентгеноэлектронным и рентгеновским спектрам при импульсном давлении с целью изучения явлений сверхпроводимости и самоупрочнения. Под его руководством были разработаны и изготовлены первые отечественные рентгеноэлектронные магнитные спектрометры, в том числе уникальный в мировой практике спектрометр для исследования высокотемпературных расплавов, электронный магнитный спектрометр для исследования быстропротекающих процессов.
На основе его научно-исследовательских работ был внедрен ряд промышленных технологий: отпуск крупногабаритных колец на Уралмашзаводе, устранение хрупкости при обработке заготовок из алюминиевых и титановых сплавов на Верхнесалдинском заводе, получение ковких алюминиевых чугунов на Каменск-Уральском литейном заводе, хромирование стальных изделий на ПО «Ижмаш», поверхностная обработка изделий из тугоплавких сплавов и повышение качества вакуумных прокладок на Воткинском машиностроительном заводе, подгонка резисторов на Ижевском механическом заводе, контроль поверхности элементов микроэлектроники на Ижевском мотозаводе, повышение ресурса лопаток компрессоров высокого давления авиатурбинного двигателя ПС-90А на АО «Пермские моторы». Разработал метод повышения прочности материалов, работающих в циклическом режиме, в том числе узлов автоматического оружия, авиадвигателей и газоперекачивающих установок. Работал над проблемой повышения стойкости стволов оружия совместно с М. Т. Калашниковым.
Подготовил 70 кандидатов наук и 13 докторов наук. Получил 18 патентов на изобретения. Автор 250 печатных работ, в том числе 7 монографий.

## Награды и звания
- Лауреат Государственной премии СССР (1985).
- Лауреат Государственной премии Удмуртской Республики (1994).
- Заслуженный деятель науки и техники РФ (1995).
- Орден Отечественной войны I степени (1985).
- Орден Дружбы народов (1983).
- Медаль ордена «За заслуги перед Отечеством» II степени (1999).
- Медаль «За освобождение Белоруссии».
- Медаль «За победу над Германией в Великой Отечественной войне 1941—1945 гг.»[2][3].